# Вельтц, Георг
Георг Август Вельтц (нем. Georg Weltz; 16 марта 1889, Людвигсхафен-на-Рейне, Германская империя — 22 августа 1963, Иккинг, ФРГ) — немецкий радиолог. За участие в экспериментах над людьми в концлагере Дахау в качестве одного из главных обвиняемых предстал на процессе над врачами. Нюрнбергский процесс над врачами проходил с 9 декабря 1946 до 20 августа 1947 года. Был признан невиновным за отсутствием доказательств.

## Биография
Вельтц изучал медицину в университетах Йены, Киля, Кёнигсберга и Мюнхена. После успешного окончания медицинского образования защитил в 1916 году диссертацию «Этиология фибром передней брюшной стенки». Во время первой мировой войны находился в санитарной службе, вначале в качестве младшего врача. С 1919 по 1936 год работает в одном из госпиталей Мюнхена, вначале в качестве младшего врача (нем. Assistenzarzt), а затем радиолога. С 1936 года доцент Мюнхенского университета и руководитель института воздушной медицины, созданного под эгидой люфтваффе. В 1937 году становится председателем немецкого общества рентгенологов. В 1937 году вступает в НСДАП и в августе 1939 года становится одним из высших медицинских чинов (нем. Oberfeldarzt) медицинской службы люфтваффе.
После освобождения в 1952 году становится профессором рентгенфизиологии Мюнхенского университета.

## Нюрнбергский процесс над врачами
Предстал в качестве одного из главных обвиняемых на процессе над врачами. Вельтцу было предъявлено обвинение в проведении экспериментов над людьми в концентрационном лагере Дахау.
По заданию люфтваффе изучалась ситуация, когда пилот подбитого противником самолёта катапультировался с большой высоты и попадал в ледяную морскую воду. В ходе проведения эксперимента в концлагере Дахау была смонтирована камера в которой можно было смоделировать свободное падение с высоты 21 000 метров. Из 200 подопытных 70-80 погибли. Исследование влияния переохлаждения на организм изучалось путём погружения тела заключённого в ледяную воду.
Вместе с Вельтцом по этому делу были также обвинены Руфф и Ромберг.
Суду не удалось доказать причастность Вельтца, Руффа и Ромберга к этим опытам, в связи с чем они были оправданы.